# Terytoria zależne Nowej Zelandii

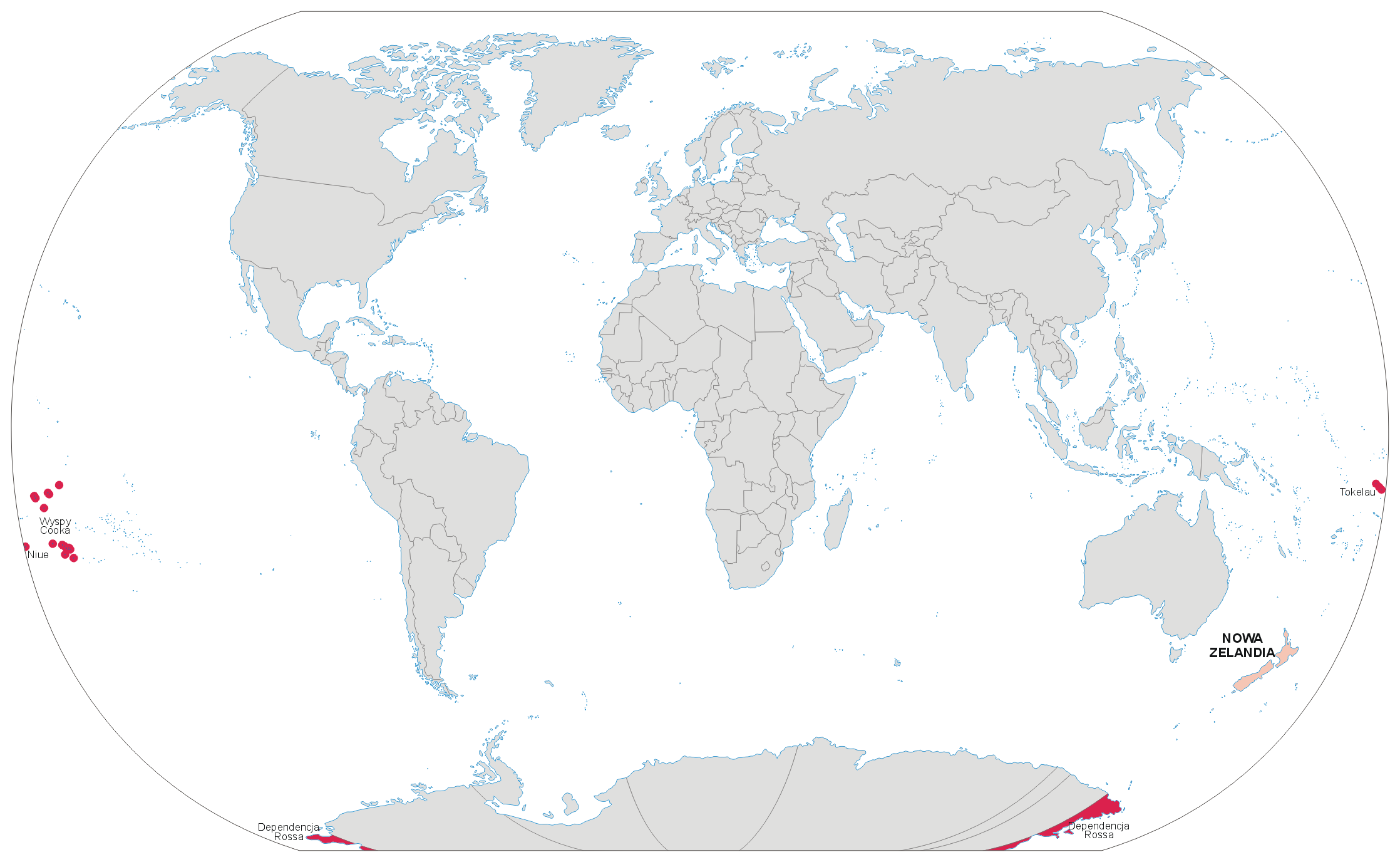
Terytoria zależne Nowej Zelandii

Nowa Zelandia jest jednym z ośmiu państw świata posiadających terytoria zależne. Terytoria te położone są w Oceanii (3 terytoria) i na Antarktydzie (1 terytorium).
Nowa Zelandia i jej terytoria stowarzyszone i zależne stanowią łącznie „New Zealand Realm”, czyli Królestwo Nowej Zelandii, na obszarze którego monarcha brytyjski (obecnie Karol III) jest głową państwa w ramach unii personalnej łączącej Nową Zelandię z Wielką Brytanią i pozostałymi państwami Commonwealth Realm.
Nowa Zelandia, która do 1907 sama była terytorium zależnym Wielkiej Brytanii, wszystkie swoje obecne terytoria uzyskała od byłej metropolii:
- Wyspy Cooka – przekazane w 1901, terytorium stowarzyszone
- Niue – przekazane w 1901 jako część Wysp Cooka, od 1903 jako osobna posiadłość, terytorium stowarzyszone
- Dependencja Rossa[1] – przekazana w 1923
- Tokelau – przekazane w 1949

Poza dawnymi terytoriami brytyjskimi Nowa Zelandia posiadała dwa terytoria mandatowe, byłe posiadłości niemieckie, przekazane jej w 1920 przez Ligę Narodów:
- Samoa Zachodnie – okupowane przez wojska nowozelandzkie od 1914, w 1962 uzyskało niepodległość
- Nauru – wspólny mandat Nowej Zelandii, Australii i Wielkiej Brytanii, w 1968 uzyskało niepodległość